# Al-Infitār
Al-Infitār (arabisch الانفطار al-Infiṭār ‚Die Spaltung‘; ‚Das Zerbrechen‘) ist die 82. Sure des Korans, sie enthält 19 Verse. Die Sure gehört in die erste mekkanische Periode (610–615), ihr Titel bezieht sich auf den ersten Vers. Zusammen mit Sure 81 und Sure 99 gehört sie zu den sogenannten apokalyptischen Suren. Sie schildert die Anzeichen für die Auferstehung der Toten und warnt die Menschen vor dem Gericht Gottes. Den Frommen wird ein Leben in Wonne und den Sündern werden die Qualen der Hölle versprochen.